# Peugeot Typ 164
Der Peugeot Typ 164 ist ein Automodell des französischen Automobilherstellers Peugeot, von dem 1920 im Werk Levallois-Perret 9 Exemplare produziert wurden.
Die Fahrzeuge besaßen einen Vierzylinder-Viertaktmotor mit 2.951 cm³ Hubraum, der vorne angeordnet war und über Kardan die Hinterräder antrieb.